# 牛年之乱
牛年之乱，也称丑年之乱，蒙古國稱之為五路戰爭或內蒙古解放戰爭（Өвөр монголыг чөлөөлөх дайн），指的是1913年发生的外蒙古博克多汗國进攻内蒙古地区的战争。战争发生于乌泰等内蒙古王公响应外蒙古独立之后，最终在北洋政府和俄国压力下，蒙古军队撤回外蒙古。

## 经过

### 背景
辛亥革命后，1911年12月第八世哲布尊丹巴呼圖克圖在库伦称帝，宣布外蒙古独立，建立「共戴蒙古国」（史称博克多汗国）。1912年初，包括内札萨克蒙古的大多数王公均派员向新成立的蒙古国家表示了效忠，包括昭烏達盟12个旗中的7个旗、伊克昭盟7个旗中的5个旗、锡林郭勒盟全部10个旗、烏蘭察布盟全部6个旗、卓索圖盟5个旗中的2个旗、哲里木盟10个旗中的6个旗。共36个旗，其中昭乌达盟包括早在之前已致书归顺的翁牛特右翼旗扎萨克郡王赞巴勒诺尔布，而哲里木盟虽列7个，但闲散科尔沁郡王那兰格锊勒并非扎萨克，所以排除。内蒙古各地的王公夹在博克多汗的蒙古国和中国北洋政府之间，处境微妙，大部分人虽然接受了外蒙古的官衔册封，但在1912年8月袁世凯颁布《蒙古待遇条例》後，也被民国政府以「翎赞共和」名义表彰和晋封爵位。

### 外蒙古发兵南下
1913年6月中国爆发了二次革命。博克多汗国发兵三路南下进攻内蒙古：
- 东路由伊犁镇国公松木彦、东蒙古镇东将军巴布扎布、梁魁苏带领七、八千人，从达里冈爱牧场沿锡林郭勒盟东北部、昭乌达盟的林西一线进攻内蒙古东南及东北部；
- 中路由原科尔沁左翼后旗王公那逊阿尔毕吉呼、呼伦贝尔达木丁苏伦带领4000余人，沿张家口至库伦的张库大道（英语：Kyakhta trade）进攻内蒙古中部；
- 西路由土謝圖汗部盟长察克都爾札布和东蒙的海山、锡勒图喇嘛（即布和布彦）、陶克陶胡、班第达（即王德呢吗）等率领数千人，进攻内蒙古西部。
- 新疆阿尔泰方向，海山率三千人

### 北洋军的部署
北洋政府军事部署：
- 吉林护军使孟恩远调3000人，协同吴俊升留下的巡防队马步九营，加强洮辽方向的防御
- 热河都统、毅军军统姜桂题督师15个营出关10月17日抵朝阳，以巡防队5个营留驻朝阳，亲率5个营赴赤峰，另以5个营驰援林西。
  - 热河剿匪总司令、毅军统领米振標
    - 热河北路巡防统领张玉春：马队两营、步兵第一团团长奎文，马步炮兵3000余人。林西附近之刘家营子及什巴尔台一带
    - 毅军统领常德盛等率骑兵两营、李管带步兵一营（携炮2门），退守林西县北大营子、刘家营子
      - 淮軍统领乔建才部骑兵500人驻守经棚

    - 热河会办陈光远驻林西、乌丹 
      - 热河混成旅奎文团

    - 护理热河都统舒和钧：
      - 第二团团长杨裕三守赤峰、围场

  - 奉军骑兵第二旅旅长兼洮辽镇守使吴俊陞率所部及巡防队步马六营，9月底石得山骑兵第四团由郑家屯经开鲁、乌丹驰援，与毅军会攻经棚。奉军巡防队帮统陈锡武、骑兵三团团长诺门巴图率队经黄花庙、大板等地，于11月9日驰抵林西。
- 察哈尔副都统兼多伦镇守使傅良佐，7月底王怀庆接任多伦镇守使
  - 于有富混成旅沈广聚团驻守多伦大王庙。增援的张凤鸣团一触即溃，大王庙失守。于旅伤亡400余人，损失步枪400余支、火炮1门、机关枪2挺、子弹10余万发，余部退到经棚休整。
  - 陈文运淮军骑兵第一旅之郑后彦骑二团留守多伦，苑尚品骑一团赴援经棚攻黄瓜梁
  - 淮军纵队司令李际春指挥淮军和练军步骑炮各队千余人编为混成支队驻守多伦。淮军骑兵统带甄文龄
  - 河南第八师师长王汝贤率第十六混成旅（旅长何锋钰）及归其节制的二十师七十九混成团（团长张建功），10月30日援抵多伦。
- 察哈尔都统、陆军第一师师长何宗蓮
  - 支队司令李奎元率步骑兵各两营，炮兵、机关枪兵各一连，5月开赴西苏尼特旗（今锡林郭勒盟温都尔庙）前线，进攻受挫。李奎元和骑兵团一营营长均受重伤，“全军哗溃”。何宗莲命独立骑兵团曹团长暂代支队司令，率步兵三营、骑兵一营又四个连，于镶黄旗、大马群山、马王庙（今哈音海尔瓦庙）、太仆寺旗、察罕霍罗（今化德东南35公里）一线防御。5月22日，的绥远东路司令陈希义派往攻西苏尼特，中途与敌遭遇，因弹粮不济，又退回防御。张绍曾为了防止该敌与西路叛军会合，便调中路之进攻西苏尼特、滂江等地。参谋部、陆军部增调
  - 第二十师混成团赴阳高加强后方防御
  - 6月混成第五旅卢永祥为察防前敌总司令出张家口，驻马王庙（今哈音海尔瓦庙）。9月，卢部作战失利，退守托罗盖，被袁世凯“褫去中将（衔），责令戴罪立功”。
  - 淮军、保卫军以及山西、宣化巡防队和巡警、绿营等
- 绥远将军張紹曾
  - 晋军第一师师长孔庚
    - 旅长刘廷森为西路司令：6月赵守钰团、谭涌发团、宁双安团围攻大佘太。7月2日宁夏镇守使马福祥率百人俘虏王德呢吗及其参谋官彭索胡鄂木加和统领韩福海等10人。
    - 旅长陈希义为东路司令，驻守陶林以北。刘虎臣团驻四道沟（今四子王旗东75公里）。
    - 驻归化城的朱泮藻为中路司令决定由以新到援军第八十混成团团长徐廷荣部为右支队；第二团团附堵雪笠率该团为左支队；所有马队编为一团，由团长特克慎指挥为预备队。“先将黑沙土庙之2000余匪歼灭,再进攻千余人据守百灵庙”。7月7日至10日完成计划。
      - 孟效曾旅

  - 山西巡防队
  - 绥远陆军、禁卫军、绿营等

### 战争结束
1913年8月二次革命结束。9月，北洋政府调步骑兵12个营增援，挫败外蒙军攻势。在俄罗斯帝国的调停下。1913年11月5日，中俄签署《中俄声明文件》五条和《中俄声明另件》四条，俄国承认中国在外蒙古的宗主权；中国承认外蒙古自治，不干涉外蒙古内政，不在外蒙古驻兵和派置文武官员。1913年底，外蒙军全部退回。